# Патрувек
Патрувек — деревня в гмине Барухово Влоцлавского повета Куявско-Поморского воеводства в центральной части севера Польши. Солтысом деревни является Владислав Сидва (пол. Władysław Sidwa). В 1975—1998 годах деревня относилась к Влоцлавскому воеводству.